# Lovci netvorů
Lovci netvorů (v anglickém originále Special Unit 2) je americký akční televizní seriál, jehož autorem je Evan Katz. Premiérově byl vysílán v letech 2001–2002 na stanici UPN. Celkově bylo natočeno 19 dílů rozdělených do dvou řad.

## Příběh
Tajná jednotka policie v Chicagu pod velením kapitána Richarda Page je určena k řešení případů, jež zahrnují netvory z folklóru a mytologie, kteří žijí ve městě buď skrytě, nebo v přestrojení mezi běžným obyvatelstvem. Detektiv O'Malley, veterán jednotky, získá nového parťáka, detektiva Bensonovou, která jako jedna z mála již má ponětí o nadpřirozených bytostech mezi lidmi.

## Obsazení
- Michael Landes jako detektiv Nick O'Malley
- Alexondra Lee jako detektiv Kate Bensonová
- Danny Woodburn jako Carl
- Richard Gant jako kapitán Richard Page
- Jonathan Togo jako Jonathan (2. řada)

## Vysílání
| Řada | Díly | Premiéra v USA | Premiéra v USA  | Premiéra v ČR    | Premiéra v ČR   |
| Řada | Díly | První díl      | Poslední díl    | První díl        | Poslední díl    |
| ---- | ---- | -------------- | --------------- | ---------------- | --------------- |
| 1    | 6    | 11. dubna 2001 | 16. května 2001 | 5. prosince 2004 | 11. ledna 2005  |
| 2    | 13   | 3. října 2001  | 13. února 2002  | 11. ledna 2005   | 22. března 2005 |